# Sofiya Tkachuk
Sofíya Tkachuk (el 16 de agosto de 1999, Rivne) — es una modelo ucraniana, ganadora del concurso Miss Ucrania Universo 2025 y delegada de Ucrania al concurso Miss Universo 2025, que se celebrará el 20 de noviembre de 2025 en Tailandia.

## Biografía
Sofiya Tkachuk nació en Rivne, Ucrania, en una familia de un médico y un ingeniero. Es licenciada en Finanzas por la EAE Business School (Barcelona). Habla inglés, español y ucraniano con fluidez.
Sofía Tkachuk ayuda a organizaciones benéficas que apoyan a los niños ucranianos afectados por la guerra.

## Concursos de belleza
El 9 de junio de 2025, recibió el título de Miss Ucrania Universo 2025. Debido a la situación militar en Ucrania, el concurso se celebró mediante votación en línea entre 31 semifinalistas y, según los resultados, pasó a la final de "Miss Ucrania Universo 2025". Posteriormente, ganó el concurso gracias a los resultados de entrevistas personales y la votación del jurado. El jurado la destacó como una persona carismática y sociable, con un profundo conocimiento de idiomas extranjeros, y destacó su experiencia laboral en la Oficina del Alto Comisionado de las Naciones Unidas para los Refugiados (ACNUR)y su experiencia en interacción intercultural. — cualidades que realzan la misión diplomática del concurso.
Después de ganar Miss Universo Ucrania 2025, Sofiya Tkachuk recibió la oportunidad de representar a Ucrania en el concurso internacional de belleza Miss Universo 2025 en Tailandia.